# لورتو (باخا کالیفرنیا سور)
لورتو (به اسپانیایی: Loreto) یک منطقهٔ مسکونی در مکزیک است که در Loreto Municipality واقع شده‌است. لورتو ۲۰٬۳۸۵ نفر جمعیت دارد و ۳ متر بالاتر از سطح دریا واقع شده‌است.

## خواهرخوانده
شهر هرموسا بیچ، کالیفرنیا خواهرخواندهٔ لورتو (باخا کالیفرنیا سور) هست.